# Mšec
Mšec là một chợ huyện thuộc huyện Rakovník, vùng Středočeský, Cộng hòa Séc.